# Makita
Makita Corporation (株式会社マキタ, Kabushiki-gaisha Makita) is een internationaal opererende gereedschapproducent opgericht in 1915. Het hoofdkantoor staat in Anjo (Aichi), Japan. Makita is producent van professioneel elektrisch gereedschap, waaronder boorhamers, combihamers, decoupeerzagen en een breed aanbod aan (motor-)tuinmachines. Bekend is het merk van de producten met (lithium-ion-)accutechnologie. 
Fabrieken van Makita staan in Japan, China, Amerika, Canada, Mexico, Brazilië, Duitsland, Roemenië en Engeland.
Makita loopt voorop in de introductie van de lithium-ion-batterijtechnologie. Daarnaast is sinds de installatie van een aparte R&D-afdeling in Japan het merk leidend in productie van viertaktmotormachines.
Makita verhandelt de merken:
- Makita
- Dolmar
- Maktec

Het bedrijf wordt in Nederland vertegenwoordigd door Makita Nederland B.V.